# Nikolaj Villumsen
Nikolaj Barslund Villumsen (ur. 28 lutego 1983 w Aarhus) – duński polityk, poseł do Folketingetu, deputowany do Parlamentu Europejskiego IX kadencji.

## Życiorys
W 2009 uzyskał licencjat z historii na Uniwersytecie Kopenhaskim, później podjął studia z projektowania cyfrowego i komunikacji na kopenhaskiej uczelni ITU. Pracował m.in. jako asystent w domu opieki, a także w instytucjach kultury. W latach 2010–2011 był zatrudniony w organizacji studenckiej Danske Studerendes Fællesråd.
Od 2000 członek lewicowego ugrupowania Czerwono-Zieloni. W latach 2008–2009 był członkiem komitetu wykonawczego Ruchu Ludowego przeciw UE. W 2011 po raz pierwszy został wybrany do duńskiego parlamentu, z powodzeniem ubiegał się o reelekcję w wyborach w 2015. W maju 2019 uzyskał natomiast mandat posła do Parlamentu Europejskiego IX kadencji. W czerwcu tegoż roku ponownie wybrany do krajowego parlamentu, zdecydował się jednak objąć mandat w PE.